# Esteribar
Esteribar – gmina w Hiszpanii, w Nawarze, o powierzchni 146,77 km². W 2011 roku gmina liczyła 2432 mieszkańców.